# William Gilmore
William Evans Garrett Gilmore (født 16. februar 1895 i Chesterbrook, Pennsylvania, død 5. december 1969 i Philadelphia, Pennsylvania) var en amerikansk roer og olympisk guldvinder.

## Rokarriere
Gilmore begyndte at ro i 1919 og roede for Bachelors Barge Club. Allerede året efter vandt han sit første ud af en række nationale mesterskaber, heriblandt fem i singlesculler og endnu flere i dobbeltsculler. Ved OL 1924 i Paris stillede han op i singlesculler, hvor briten Jack Beresford var den store favorit. Imidlertid vandt Gilmore over Beresford i det indledende heat og var derfor direkte i finalen. Beresford drog nytte af, at der ved dette OL var indført opsamlingsheat, som han vandt, og dermed var der lagt op til revanche i finalen. Beresford og Gilmore lå nogenlunde side om side i løbets første halvdel, men derefter trak englænderen fra og vandt med et forspring på næsten fem sekunder, mens Gilmore sikkert hentede sølvet, og schweizeren Josef Schneider fik bronze.
Ved OL 1932 i Los Angeles roede Gilmore dobbeltsculler sammen med Ken Myers, og i indledende runde kom de op imod tyskerne Herbert Buhtz og Gerhard Boetzelen og vandt duellen ret sikkert. Tyskerne kom dog via opsamlingsheat i finalen, men i finalen var Myers og Gilmore igen suveræne og vandt guld med et forspring på mere end fem sekunder foran tyskerne, mens canadierne Noël de Mille og Ned Pratt fik bronze, yderligere fem sekunder bagud.

## Senere karriere
Gilmore var ejendomsmægler af profession.

## OL-medaljer
- 1932:  Guld i dobbeltsculler
- 1924:  Sølv i singlesculler